# Csörötnek
Csörötnek là một thị trấn thuộc hạt Vas, Hungary. Thị trấn này có diện tích 20,53 km², dân số năm 2010 là 850 người, mật độ 41 người/km².